# Ken Loach

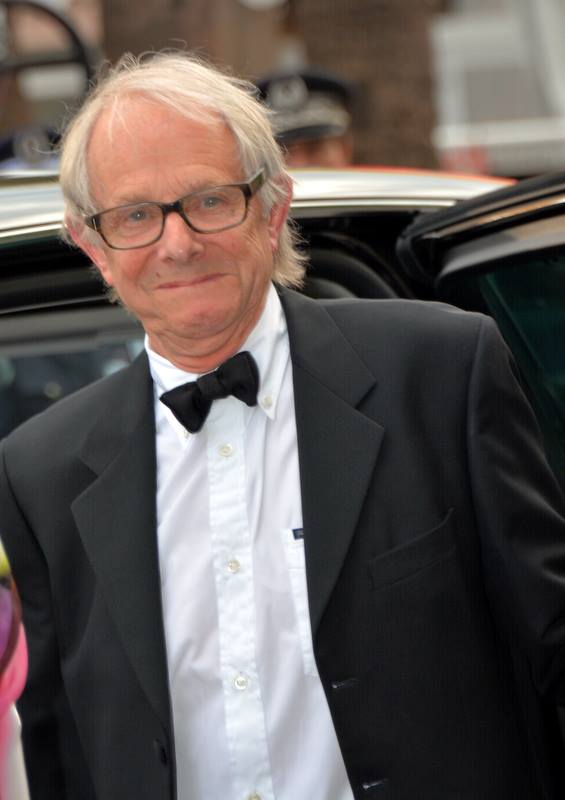
Ken Loach w Cannes (2016)

Ken Loach, właśc. Kenneth Charles Loach (ur. 17 czerwca 1936) – brytyjski reżyser filmowy i telewizyjny, znany z zainteresowania tematami społecznymi i z przekonań socjalistycznych.

## Życiorys

### Kariera filmowa
Zdobywca Złotej Palmy na 59. MFF w Cannes za film Wiatr buszujący w jęczmieniu (2006). Po przyznaniu nagrody Tadeusz Sobolewski napisał na łamach Gazety Wyborczej:
Najwybitniejszy brytyjski reżyser, 70-letni, ale młody duchem Ken Loach − twórca takich filmów jak „Kes”, „Riff raff”, „Wiatr w oczy”, „Ziemia i wolność”, „Nazywam się Joe” − otrzymał pierwszą w swojej karierze nagrodę tej rangi za film „Wiatr buszujący w jęczmieniu”. 
W 2007 Loach nakręcił film Polak potrzebny od zaraz, opowiadający o losach m.in. polskich emigrantów przybyłych do Wielkiej Brytanii po rozszerzeniu Unii Europejskiej na wschód.
W 2016 otrzymał ponownie Złotą Palmę na 69. MFF w Cannes, tym razem za film Ja, Daniel Blake.

### Działalność polityczna
W styczniu 2008 Loach poparł strajkujących górników z kopalni Budryk. W wyborach prezydenckich w Polsce w 2010 poparł kandydaturę Bogusława Ziętka.

## Filmografia

### Kino
- 1967: Czekając na życie (Poor Cow)
- 1969: Kes (jako Kenneth Loach)
- 1971: The Save the Children Fund Film
- 1971: Życie rodzinne (Family Life)
- 1979: Black Jack
- 1980: Gajowy (The Gamekeeper)
- 1981: Spojrzenia i uśmiechy (Looks and Smiles) (jako Kenneth Loach)
- 1984: Po której jesteś stronie? (Which Side Are You On?)
- 1986: Ojczyzna (Fatherland)
- 1990: Tajna placówka (Hidden Agenda)
- 1990: Riff-Raff
- 1993: Wiatr w oczy (Raining Stones)
- 1994: Biedroneczko, biedroneczko (Ladybird Ladybird)
- 1995: Ziemia i wolność (Land and Freedom)
- 1995: A Contemporary Case for Common Ownership
- 1996: Pieśń Carli (Carla's Song)
- 1997: The Flickering Flame
- 1998: Jestem Joe (My Name is Joe)
- 2000: Chleb i róże (Bread and Roses)
- 2001: Rozbitkowie (The Navigators)
- 2002: 11.09.01 (11'09"01 – September 11) − część angielska
- 2002: Słodka szesnastka (Sweet Sixteen)
- 2004: Czuły pocałunek (Ae Fond Kiss...)
- 2005: Bilety (Tickets)
- 2006: Wiatr buszujący w jęczmieniu (The Wind That Shakes the Barley)
- 2007: Polak potrzebny od zaraz (It's a Free World...)
- 2009: Szukając Erica (Looking for Eric)
- 2010: Route Irish
- 2012: Whisky dla aniołów (The Angels' Share)
- 2014: Klub Jimmy’ego (Jimmy's Hall)
- 2016: Ja, Daniel Blake (I, Daniel Blake)
- 2019: Nie ma nas w domu (Sorry We Missed You)

### Telewizja
- 1962: Z Car (serial)
- 1964: Diary of a Young Man
- 1965: 3 Clear Sundays
- 1965: Up the Junction
- 1965: The End of Arthur's Marriage
- 1965: Coming Out Party
- 1966: Cathy Come Home (jako Kenneth Loach)
- 1967: In Two Minds
- 1968: The Golden Vision
- 1969: The Big Flame
- 1971: The Rank and the File − część serii Play for Today
- 1971: After a Lifetime
- 1973: A Misfortune
- 1975: Days of Hope (miniserial)
- 1977: The Price of Coal
- 1980: Auditions
- 1981: A Question of Leadership
- 1983: The Red and the Blue: Impressions of Two Political Conferences − Autumn 1982
- 1983: Questions of Leadership
- 1989: The View From the Woodpile